# Modèle de succès des systèmes d'information

Modèle de succès des systèmes d'information, d'après DeLone & McLean1992

Le Modèle de succès des systèmes d'information, dit aussi modèle de DeLone et McLean ou Information Systems Success Model (ISSM) est une théorie en management du système d'information qui vise à prédire l'effet des technologies de l'information sur la performance d'une organisation en identifiant, en décrivant et en expliquant les relations entre les six critères principaux du succès.
Le modèle de Delone et McLean a été cité dans un grand nombre d'articles scientifiques et est considéré comme l'une des théories influentes dans la recherche à propos des systèmes d'information.

## Origine
Ce modèle s'inscrit dans une tradition de l'évaluation de l'effet des systèmes d'information sur le management remontant aux années 1960. L'un des auteurs, Ephraim R. McLean (en), avait déjà publié sur ce sujet 20 ans avant le développement du modèle. L'autre, William Delone, a rédigé sa thèse de doctorat sur ce sujet, travail dont il a tiré un article.
Leur collaboration fait suite à une décennie de controverses sur l'effet réel des technologies de l'information sur la productivité (paradoxe de Solow) et la compétitivité des organisations. L'apport des auteurs est d'avoir pris en compte les notions d'usage, dont plusieurs concepts issus du modèle d'acceptation de la technologie, et d'appropriation, d'origine plus sociologique.

## Forme des deux modèles
Le premier article a été publié en 1992 et propose un modèle causal simple, les caractéristiques du système influant sur son usage qui, à son tour, génère une efficience individuelle puis collective.
En réponse à plusieurs critiques, les deux auteurs ont affiné leur modèle en masquant la différence entre efficience individuelle et collective et en prévoyant une boucle de rétroaction entre le succès et la satisfaction de l'utilisateur. Le modèle révisé se présente comme suit :

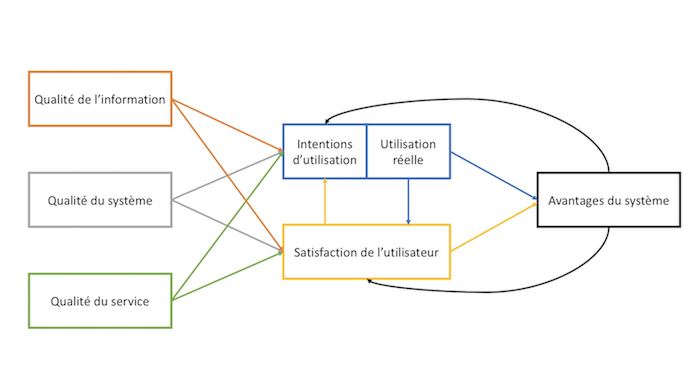
Modèle de Delone et McLean de 2003

## L'origine des construits des deux modèles
Deux éléments ont été ajoutés dans le modèle de 2003 : la qualité du service, tiré du marketing, et l'intention d'utilisation, directement issue du modèle d'acceptation de la technologie, lui-même inspiré de la théorie de l'action raisonnée. Les autres éléments sont communs aux deux modèles.

### La qualité de l’information
La qualité de l’information renvoie à la capacité du système à stocker, livrer et surtout produire une information pertinente. La table 2 de l'article de 1992 liste les sources d'inspiration des auteurs, dont une échelle d'attitude empruntée à Bailey et Pearson. Cette qualité de l'information produite est supposée influencer la satisfaction de l’utilisateur lors de l'utilisation du système. La qualité de l’information agira également sur son intention comportementale d'usage du système.

### La qualité du système
La qualité du système est un critère qui comporte de multiples dimensions, résumées dans la table 1 de l'article d'origine : efficience en termes de ressources, fiabilité, temps de réponse. La qualité du système, médiatisée par les intentions d'utilisation et la satisfaction de l'utilisateur, a un effet sur la performance de l'organisation.

### La qualité du service
Comme les qualités de l'information et du système, la qualité du service est l'un des critères qui permet d'évaluer la pertinence d'un système d'information. Ce concept est emprunté au marketing et en particulier au modèle SERVQUAL.
La qualité de service influence les intentions d'utilisation ainsi que la satisfaction des utilisateurs en fonction du système d'information mis en place. Cette qualité impactera donc une nouvelle fois sur les avantages que procurent le système.

### Utilisation du système / intentions d'utilisation
L'intention d'utilisation ainsi que l'utilisation réelle sont deux conceptions liées mais différenciées dans le domaine des systèmes d'information, tel que l'a abondamment démontré le Modèle d'acceptation de la technologie. Dans ce modèle (ISSM), ces deux concepts sont influencés par la qualité de l'information, du système et du service. En effet, l'utilisation du système influence la satisfaction de l'utilisation à l'égard du système d'information, qui influence à son tour les intentions d'utilisation. L'utilisation du système, grâce à la satisfaction de l'utilisateur, affecte directement les avantages que système d'information mis en place est capable de fournir.

### Avantages du système
Les avantages qu'un système d'information est en mesure de fournir est un aspect important qu'il faut prendre en compte dans l'évaluation de la valeur globale du système d'information. En effet, c'est un critère essentiel pour les utilisateurs ou encore pour les organisations auxquelles ils, même si sa mesure est délicate. Les avantages perçus d'un système d'information influencent donc la satisfaction des utilisateurs et, à travers elle, l'intention de continuer à l'utiliser.

### Satisfaction de l'utilisateur
La satisfaction de l'utilisateur, tout comme l'utilisation réelle du système, influence sur les avantages fournis par un système d'information. La satisfaction peut être mesurée par l'échelle de Ives, Olson et Baroudi. Conformément à la théorie de la confirmation des attentes, elle est fonction non seulement des avantages du système mais aussi des attentes qui ont précédé son utilisation.

## Applications
L'une ou l'autre des versions du modèle de succès des systèmes d'information ont fait l'objet de nombreuses applications, par exemple dans le domaine du commerce électronique, du développement par l'utilisateur, des applications bancaires, ou dans celui des intranets.